# Тетяев, Фёдор Никифорович
Тетяев, Фёдор Никифорович (1775 г., Тверь —) — глава Твери в 1821—1824 годах.

## Биография
Из купеческой семьи. Купец 2-й гильдии, торговал сукном, шёлковыми и хлопчатобумажными тканями.
В структурах гражданского управления занимал должности:
с 1799 г. — городской расходчик;
1803—1806 гг. — ратман в городском магистрате;
1815—1818 гг. — бургомистр.
В 1821 году был избран городским главой на трёхлетний срок. Эту должность занимал с 9 февраля 1821 по 23 января 1824 гг.